# Volta Ciclista a Catalunya 2025
La Volta Ciclista a Catalunya 2025, centoquattresima edizione della corsa e valida come nona prova dell'UCI World Tour 2025 categoria 2.UWT, si svolse in sette tappe dal 24 al 30 marzo 2025 su un percorso di 1 043,4 km, con partenza da Sant Feliu de Guíxols e arrivo a Barcellona, in Spagna. La vittoria fu appannaggio dello sloveno Primož Roglič, il quale completò il percorso in 24h46'21", precedendo gli spagnoli Juan Ayuso e Enric Mas.

## Tappe
| Tappa  | Data     | Percorso                                         | km     | Vincitore di tappa | Leader cl. generale |
| ------ | -------- | ------------------------------------------------ | ------ | ------------------ | ------------------- |
| 1ª     | 24 marzo | Sant Feliu de Guíxols > Sant Feliu de Guíxols    | 178,6  | Matthew Brennan    | Matthew Brennan     |
| 2ª     | 25 marzo | Banyoles > Figueres                              | 177,3  | Ethan Vernon       | Matthew Brennan     |
| 3ª     | 26 marzo | Viladecans The Style Outlets > La Molina         | 218,6  | Juan Ayuso         | Juan Ayuso          |
| 4ª     | 27 marzo | Sant Vicenç de Castellet > Montserrat Mil·lenari | 188,7  | Primož Roglič      | Primož Roglič       |
| 5ª     | 28 marzo | Paüls > Amposta                                  | 165,9  | Matthew Brennan    | Juan Ayuso          |
| 6ª     | 29 marzo | Berga > Berga                                    | 72     | Quinn Simmons      | Juan Ayuso          |
| 7ª     | 30 marzo | Barcellona > Barcellona                          | 88,2   | Primož Roglič      | Primož Roglič       |
| Totale | Totale   | Totale                                           | 1043,4 |                    |                     |

## Squadre e corridori partecipanti
| N.      | Cod. | Squadra                    |
| ------- | ---- | -------------------------- |
| 1-7     | UAD  | UAE Team Emirates XRG      |
| 11-17   | TVL  | Team Visma-Lease a Bike    |
| 21-27   | SOQ  | Soudal Quick-Step          |
| 31-37   | LTK  | Lidl-Trek                  |
| 41-47   | RBH  | Red Bull-Bora-Hansgrohe    |
| 51-57   | DAT  | Decathlon AG2R La Mondiale |
| 61-67   | IGD  | Ineos Grenadiers           |
| 71-77   | ADC  | Alpecin-Deceuninck         |
| 81-87   | GFC  | Groupama-FDJ               |
| 91-97   | EFE  | EF Education-EasyPost      |
| 101-107 | MOV  | Movistar Team              |
| 111-117 | JAY  | Team Jayco AlUla           |

| N.      | Cod. | Squadra                |
| ------- | ---- | ---------------------- |
| 121-127 | IWA  | Intermarché-Wanty      |
| 131-137 | TPP  | Team Picnic PostNL     |
| 141-147 | TBV  | Bahrain Victorious     |
| 151-157 | ARK  | Arkéa-B&B Hotels       |
| 161-167 | COF  | Cofidis                |
| 171-177 | XAT  | XDS Astana Team        |
| 181-187 | LOT  | Lotto                  |
| 191-197 | IPT  | Israel-Premier Tech    |
| 201-207 | CJR  | Caja Rural-Seguros RGA |
| 211-217 | EKP  | Equipo Kern Pharma     |
| 221-227 | BBH  | Burgos-Burpellet-BH    |
| 231-237 | EUS  | Euskaltel-Euskadi      |

## Dettagli delle tappe

### 1ª tappa
- 24 marzo: Sant Feliu de Guíxols > Sant Feliu de Guíxols – 178,6 km

Risultati
| Pos. | Corridore        | Squadra | Tempo    |
| ---- | ---------------- | ------- | -------- |
| 1    | Matthew Brennan  | Visma   | 4h25'17" |
| 2    | Kaden Groves     | Alpecin | s.t.     |
| 3    | Tibor Del Grosso | Alpecin | s.t.     |

| Pos. | Corridore        | Squadra | Tempo    |
| ---- | ---------------- | ------- | -------- |
| 1    | Matthew Brennan  | Visma   | 4h25'07" |
| 2    | Kaden Groves     | Alpecin | a 4"     |
| 3    | Tibor Del Grosso | Alpecin | a 6"     |

### 2ª tappa
- 25 marzo: Banyoles > Figueres – 177,3 km

Risultati
| Pos. | Corridore       | Squadra | Tempo    |
| ---- | --------------- | ------- | -------- |
| 1    | Ethan Vernon    | Israel  | 4h16'16" |
| 2    | Matthew Brennan | Visma   | s.t.     |
| 3    | Kaden Groves    | Alpecin | s.t.     |

| Pos. | Corridore        | Squadra | Tempo    |
| ---- | ---------------- | ------- | -------- |
| 1    | Matthew Brennan  | Visma   | 8h41'17" |
| 2    | Kaden Groves     | Alpecin | a 6"     |
| 3    | Tibor Del Grosso | Alpecin | a 12"    |

### 3ª tappa
- 26 marzo: Viladecans The Style Outlets > La Molina – 218,6 km

Risultati
| Pos. | Corridore     | Squadra  | Tempo    |
| ---- | ------------- | -------- | -------- |
| 1    | Juan Ayuso    | UAE      | 5h49'29" |
| 2    | Primož Roglič | Red Bull | s.t.     |
| 3    | Mikel Landa   | Soudal   | a 2"     |

| Pos. | Corridore     | Squadra  | Tempo     |
| ---- | ------------- | -------- | --------- |
| 1    | Juan Ayuso    | UAE      | 14h30'49" |
| 2    | Primož Roglič | Red Bull | a 6"      |
| 3    | Mikel Landa   | Soudal   | a 11"     |

### 4ª tappa
- 27 marzo: Sant Vicenç de Castellet > Montserrat Mil·lenari – 188,7 km

Risultati
| Pos. | Corridore     | Squadra  | Tempo    |
| ---- | ------------- | -------- | -------- |
| 1    | Primož Roglič | Red Bull | 4h24'08" |
| 2    | Juan Ayuso    | UAE      | s.t.     |
| 3    | Enric Mas     | Movistar | a 3"     |

| Pos. | Corridore     | Squadra  | Tempo     |
| ---- | ------------- | -------- | --------- |
| 1    | Primož Roglič | Red Bull | 18h54'50" |
| 2    | Juan Ayuso    | UAE      | s.t.      |
| 3    | Enric Mas     | Movistar | a 20"     |

### 5ª tappa
- 28 marzo: Paüls > Amposta – 172 km

Risultati
| Pos. | Corridore        | Squadra | Tempo    |
| ---- | ---------------- | ------- | -------- |
| 1    | Matthew Brennan  | Visma   | 3h28'14" |
| 2    | Tibor Del Grosso | Alpecin | s.t.     |
| 3    | Pavel Bittner    | Picnic  | s.t.     |

| Pos. | Corridore     | Squadra  | Tempo     |
| ---- | ------------- | -------- | --------- |
| 1    | Juan Ayuso    | UAE      | 22h23'03" |
| 2    | Primož Roglič | Red Bull | a 1"      |
| 3    | Enric Mas     | Movistar | a 21"     |

### 6ª tappa
- 29 marzo: Berga > Berga[1][2] – 20 km

Risultati
| Pos. | Corridore       | Squadra | Tempo  |
| ---- | --------------- | ------- | ------ |
| 1    | Quinn Simmons   | Lidl    | 25'04" |
| 2    | Pavel Bittner   | Picnic  | s.t.   |
| 3    | Anders Foldager | Jayco   | s.t.   |

| Pos. | Corridore     | Squadra  | Tempo     |
| ---- | ------------- | -------- | --------- |
| 1    | Juan Ayuso    | UAE      | 22h48'07" |
| 2    | Primož Roglič | Red Bull | a 1"      |
| 3    | Enric Mas     | Movistar | a 21"     |

### 7ª tappa
- 30 marzo: Barcellona > Barcellona – 88,2 km

Risultati
| Pos. | Corridore           | Squadra  | Tempo    |
| ---- | ------------------- | -------- | -------- |
| 1    | Primož Roglič       | Red Bull | 1h58'27" |
| 2    | Laurens De Plus     | Ineos    | a 14"    |
| 3    | Lennert Van Eetvelt | Lotto    | s.t.     |

| Pos. | Corridore     | Squadra  | Tempo     |
| ---- | ------------- | -------- | --------- |
| 1    | Primož Roglič | Red Bull | 24h46'21" |
| 2    | Juan Ayuso    | UAE      | a 28"     |
| 3    | Enric Mas     | Movistar | a 53"     |

## Evoluzione delle classifiche
| Tappa              | Vincitore          | Classifica generale Maglia bianco-verde | Classifica a punti Maglia bianco-blu | Classifica scalatori Maglia bianco-rossa | Classifica giovani Maglia bianco-arancione | Classifica a squadre Numero rosso | Premio combattività Numero verde |
| ------------------ | ------------------ | --------------------------------------- | ------------------------------------ | ---------------------------------------- | ------------------------------------------ | --------------------------------- | -------------------------------- |
| 1ª                 | Matthew Brennan    | Matthew Brennan                         | Matthew Brennan                      | Danny van der Tuuk                       | Matthew Brennan                            | Alpecin-Deceuninck                | Jan Castellon                    |
| 2ª                 | Ethan Vernon       | Matthew Brennan                         | Matthew Brennan                      | Danny van der Tuuk                       | Matthew Brennan                            | Alpecin-Deceuninck                | Diego Uriarte                    |
| 3ª                 | Juan Ayuso         | Juan Ayuso                              | Matthew Brennan                      | Bruno Armirail                           | Juan Ayuso                                 | Team Visma-Lease a Bike           | Alex Molenaar                    |
| 4ª                 | Primož Roglič      | Primož Roglič                           | Primož Roglič                        | Bruno Armirail                           | Juan Ayuso                                 | XDS Astana Team                   | Eric Fagúndez                    |
| 5ª                 | Matthew Brennan    | Juan Ayuso                              | Matthew Brennan                      | Bruno Armirail                           | Juan Ayuso                                 | Team Visma-Lease a Bike           | Jokin Murguialday                |
| 6ª                 | Quinn Simmons      | Juan Ayuso                              | Juan Ayuso                           | Bruno Armirail                           | Juan Ayuso                                 | Team Visma-Lease a Bike           | Carlos Verona                    |
| 7ª                 | Primož Roglič      | Primož Roglič                           | Primož Roglič                        | Primož Roglič                            | Juan Ayuso                                 | Team Visma-Lease a Bike           | Mats Wenzel                      |
| Classifiche finali | Classifiche finali | Primož Roglič                           | Primož Roglič                        | Primož Roglič                            | Juan Ayuso                                 | Team Visma-Lease a Bike           | non assegnato                    |

Maglie indossate da altri ciclisti in caso di due o più maglie vinte
- Nella 2ª tappa Jan Castellon ha indossato la maglia bianco-blu al posto di Matthew Brennan.
- Nella 2ª e 3ª tappa Tibor Del Grosso ha indossato la maglia bianco-arancione al posto di Matthew Brennan.
- Nella 3ª tappa Ethan Vernon ha indossato la maglia bianco-blu al posto di Matthew Brennan.
- Nella 4ª tappa William Junior Lecerf ha indossato la maglia bianco-arancione al posto di Juan Ayuso.
- Nella 5ª tappa Matthew Brennan ha indossato la maglia bianco-blu al posto di Primož Roglič.
- Nella 6ª e 7ª tappa Lenny Martinez ha indossato la maglia bianco-arancione al posto di Juan Ayuso.
- Nella 7ª tappa Primož Roglič ha indossato la maglia bianco-blu al posto di Juan Ayuso.

## Classifiche finali

### Classifica generale - Maglia bianco-verde
| Pos. | Corridore           | Squadra  | Tempo     |
| ---- | ------------------- | -------- | --------- |
| 1    | Primož Roglič       | Red Bull | 24h46'21" |
| 2    | Juan Ayuso          | UAE      | a 28"     |
| 3    | Enric Mas           | Movistar | a 53"     |
| 4    | Mikel Landa         | Soudal   | a 54"     |
| 5    | Lenny Martinez      | Bahrain  | a 1'00"   |
| 6    | Laurens De Plus     | Ineos    | a 1'20"   |
| 7    | Egan Bernal         | Ineos    | a 1'31"   |
| 8    | Lennert Van Eetvelt | Lotto    | a 1'33"   |
| 9    | Simon Yates         | Visma    | a 1'46"   |
| 10   | Richard Carapaz     | EF       | a 1'59"   |

### Classifica a punti - Maglia bianco-blu
| Pos. | Corridore        | Squadra  | Punti |
| ---- | ---------------- | -------- | ----- |
| 1    | Primož Roglič    | Red Bull | 34    |
| 2    | Juan Ayuso       | UAE      | 25    |
| 3    | Quinn Simmons    | Lidl     | 10    |
| 4    | Ethan Vernon     | Israel   | 10    |
| 5    | Tibor Del Grosso | Alpecin  | 10    |

### Classifica scalatori - Maglia bianco-rossa
| Pos. | Corridore      | Squadra     | Punti |
| ---- | -------------- | ----------- | ----- |
| 1    | Primož Roglič  | Red Bull    | 36    |
| 2    | Mats Wenzel    | Kern Pharma | 36    |
| 3    | Bruno Armirail | Decathlon   | 33    |
| 4    | Juan Ayuso     | UAE         | 22    |
| 5    | Alex Molenaar  | Caja Rural  | 18    |

### Classifica giovani - Maglia bianco-arancione
| Pos. | Corridore          | Squadra  | Tempo     |
| ---- | ------------------ | -------- | --------- |
| 1    | Juan Ayuso         | UAE      | 24h46'49" |
| 2    | Lenny Martinez     | Bahrain  | a 32"     |
| 3    | Matthew Riccitello | Israel   | a 1'32"   |
| 4    | William J. Lecerf  | Soudal   | a 1'45"   |
| 5    | Giulio Pellizzari  | Red Bull | a 1'52"   |

### Classifica a squadre
| Pos. | Squadra                 | Tempo     |
| ---- | ----------------------- | --------- |
| 1    | Team Visma-Lease a Bike | 74h26'13" |
| 2    | XDS Astana Team         | a 48"     |
| 3    | Red Bull-Bora-Hansgrohe | a 1'58"   |
| 4    | Ineos Grenadiers        | a 3'47"   |
| 5    | UAE Team Emirates XRG   | a 5'38"   |